# Maison Ikkoku Last Movie
Maison Ikkoku Last Movie (めぞん一刻 完結篇?, Maison Ikkoku Kanketsuhen) è un film d'animazione del 1988 diretto da Tomomi Mochizuki, ispirato al manga Maison Ikkoku di Rumiko Takahashi.
Il film si colloca nel corso dell'episodio 96 della serie animata, durante la notte due giorni prima del matrimonio tra Kyoko e Yusaku, ed è una storia inedita rispetto a quella del manga. Tuttavia è interessante notare che nel film è presente il personaggio di Nozomu Nikaido, presente nel manga, ma mai introdotto nell'anime.
In Italia è stato pubblicato dapprima in VHS dalla Granata Press e dalla Dynamic Italia ed in seguito dalla Yamato Video in VHS e in DVD, spesso con il titolo Maison Ikkoku - Capitolo finale.

## Trama
Nella Maison Ikkoku fervono i preparativi per l'imminente matrimonio fra Yusaku Godai e Kyoko Otonashi, e come al solito i vicini Yotsuya, Akemi, la signora Ichinose e Nikaido si sono riuniti a bere e fare baldoria nella stanza di Yusaku, mentre Kyoko è insolitamente in ritardo. I vicini dicono al sempre più preoccupato Yusaku che Kyoko era in ansiosa attesa di una lettera che, a quanto pare, era arrivata proprio quel pomeriggio.
Mentre mille dubbi cominciano ad assalire Yusaku, che viene convinto che Kyoko stesse aspettando la risposta di un altro uomo, per "salvarsi" dal matrimonio con Yusaku, nella Maison Ikkoku si intrecciano le storie degli altri personaggi. Il proprietario del Cha Cha Maru vorrebbe chiedere ad Akemi di sposarlo, ma non riesce a trovare il momento adatto; Ryoga, l'ex capo di Godai al locale "Cabalet", viene intercettato dal padre di Kyoko, distrutto dalla disperata gelosia nei confronti della figlia; la giovane Ibuki Yagami (ora all'università) tenta un ultimo approccio in extremis all'amato Yusaku; Mitaka e Asuna si recano a far visita per annunciare la gravidanza di Asuna; i vecchi amici di Yusaku all'università (quando frequentava il club delle marionette) vengono in casa a metter in scena nella sua camera uno spettacolo ispirato alle disavventure del giovane.
A fine serata Kyoko rientra in casa, e si unisce agli altri; solo quando si avvicina l'alba Nikaido ricorda di aver preso una lettera indirizzata a Kyoko, con sommo rammarico degli inquilini (Yotsuya lo insulta dicendo che ha un cervello minuscolo, e lo accusa d'aver rovinato il matrimonio). Yusaku ritrova i suoi timori, ma ricorda di aver tenuto duro oltre 6 anni per dichiararsi a Kyoko; la donna sta leggendo la lettera nella sua camera al piano di sotto, e quando il futuro marito la raggiunge si decide di spiegargli il contenuto della lettera. Tempo prima Kyoko aveva involontariamente strappato una fotografia di Yusaku da piccolo, che aveva visto nella borsa di nonna Yukari; Kyoko aveva fatto restaurare la fotografia per poterla riconsegnare alla nonna, tuttavia la ragazza non riuscì più a separarsi da quella foto. La lettera che Kyoko attendeva era la risposta di nonna Yukari a quella lettera, che raccomanda a Kyoko di prendersi cura del nipote.
Mentre l'alba sorge, Ibuki dorme ubriaca nella stanza di Akemi, il signor Chisuga e Ryoga sono anche più sbronzi nella camera di Nikaido, Akemi riceve la proposta dal suo capo; Kyoko e Yusaku devono prepararsi per le formalità del giorno antecedente alla cerimonia, e si avvicinano per baciarsi, ma vengono interrotti dagli inquilini come al solito; mentre Kyoko sorride suo malgrado Yusaku si dispera, mentre Ichinose sottolinea che fermeranno la baldoria solo per la cerimonia e poi ricominceranno ad oltranza.
Dopo l'abbaiare del cane Soichiro, la sigla di chiusura Garassu no Kissu (Glass Kiss) viene accompagnata da frammenti della serie (ridisegnati nello stile del film), il cui ultimo spezzone vede Kyoko riprendere i panni di Yusaku sotto la pioggia per poi trovare la famosa fotografia.